# Colusa (Califórnia)
Colusa é uma cidade localizada no estado americano da Califórnia, no condado de Colusa, do qual é sede. Foi incorporada em 16 de junho de 1868.

## Geografia
De acordo com o United States Census Bureau, a cidade tem uma área de 4,7 km², onde todos os 4,7 km² estão cobertos por terra.

## Demografia
Segundo o censo nacional de 2010, a sua população é de 5 971 habitantes e sua densidade populacional é de 1 259,79 hab/km². É a cidade mais populosa do condado de Colusa. Possui 2 282 residências, que resulta em uma densidade de 481,47 residências/km².

## Lista de marcos
A relação a seguir lista as entradas do Registro Nacional de Lugares Históricos em Colusa.
- Colusa Carnegie Library
- Colusa Grammar School
- Colusa High School and Grounds
- Grand Island Shrine